# Deutsche UNESCO-Kommission
Koordinaten: 50° 43′ 54,2″ N, 7° 5′ 37,7″ O

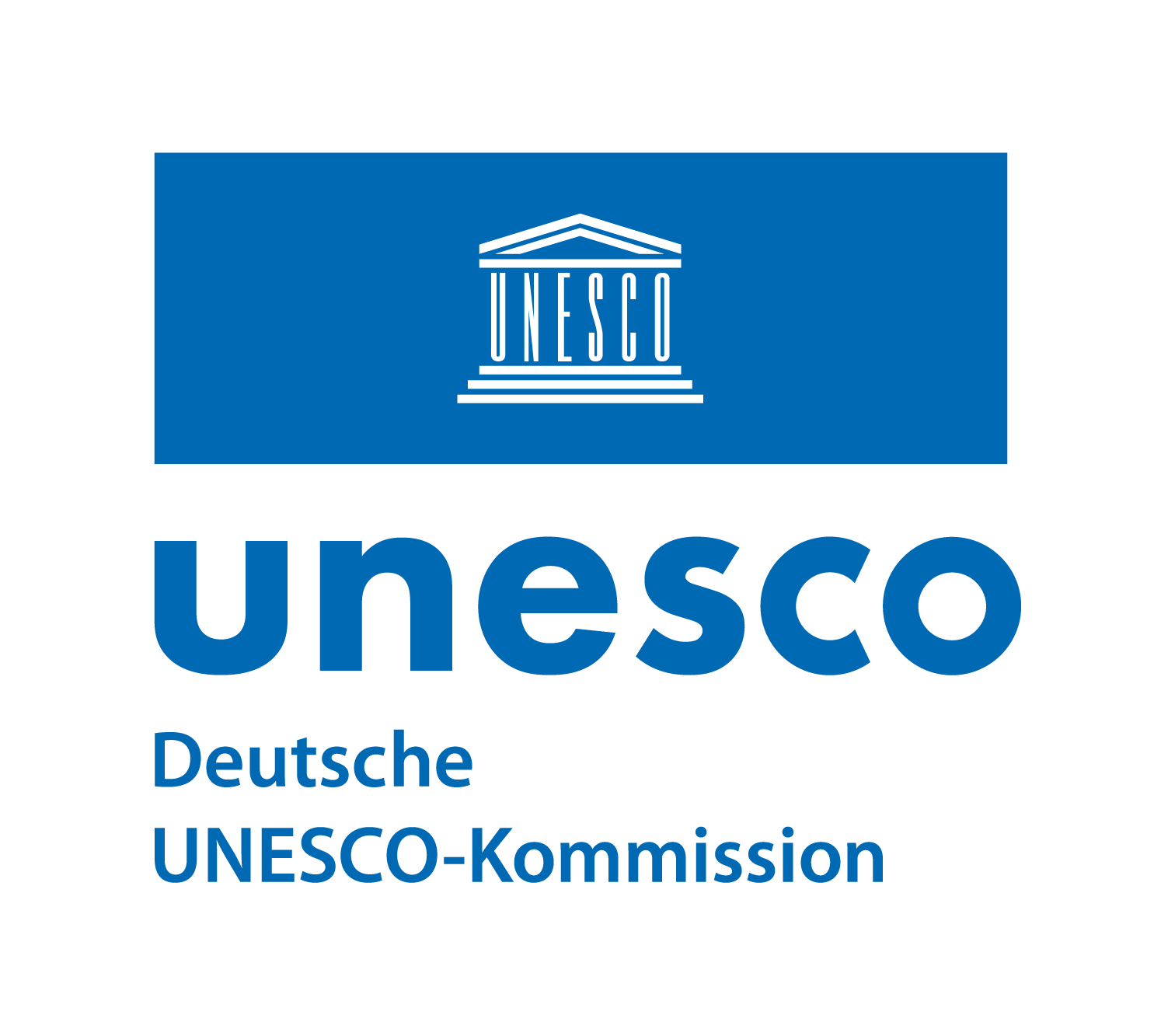
Das aktuelle Logo der Deutschen UNESCO-Kommission

Das alte Logo der Deutschen UNESCO-Kommission (bis 2009)

Die Deutsche UNESCO-Kommission e. V. (DUK) ist eine Mittlerorganisation der auswärtigen Kultur- und Bildungspolitik Deutschlands mit Sitz in Bonn und wird vom Auswärtigen Amt gefördert. Da sie die Nationalkommission für Deutschland nach Artikel VII der UNESCO-Verfassung ist, kann sie als nationale „Präsenz der UNESCO in Deutschland“ gelten, wenngleich sie eine von der UNESCO unabhängige Organisation ist. Die UNESCO ist eine der ersten Organisationen der Vereinten Nationen, der Deutschland beigetreten ist.
Die Nationalkommissionen der UNESCO bilden ein im System der Vereinten Nationen einzigartiges Netzwerk, um die Ziele der UNESCO in ihren Mitgliedstaaten zu fördern und in die Praxis umzusetzen. Sie beziehen die mit Bildung, Wissenschaft, Kultur und Kommunikation befassten Organisationen und Institutionen des jeweiligen Landes in die Planung, Verwirklichung und Evaluierung des breit gefächerten UNESCO-Programms ein.

## Ziele und Aufgaben
Der Verein ist Koordinierungs-, Verbindungs- und Beratungsstelle in allen Programmbereichen der UNESCO. Sie stellt die Präsenz der UNESCO in Deutschland sicher und arbeitet an der Ausführung des Programms der UNESCO verantwortlich mit.

„Nach ihrer Satzung übernimmt die Deutsche UNESCO-Kommission folgende Aufgaben:
- die Bundesregierung, den Bundestag und die übrigen zuständigen Stellen in allen Fragen zu beraten, die sich aus der Mitgliedschaft der Bundesrepublik Deutschland in der UNESCO ergeben,
- an der Ausgestaltung der Mitgliedschaft Deutschlands in der UNESCO mitzuwirken und Beiträge zur Völkerverständigung und internationalen Zusammenarbeit zu entwickeln und umzusetzen,
- im Sinne der friedenssichernden Arbeit der UNESCO zu einer weltoffenen und nachhaltigen Wissensgesellschaft in Deutschland beizutragen,
- die internationale Verständigung, die Weltoffenheit und das kulturelle Engagement von Jugendlichen durch internationale Begegnungen und Austausch zu fördern,
- die Öffentlichkeit über die Zwecke und die Arbeit der Kommission zu unterrichten
- sowie Mittel zur Verwirklichung der steuerbegünstigten Zwecke der UNESCO insgesamt zu beschaffen.

Die Charta der UNESCO-Nationalkommissionen (1978) betont ausdrücklich, dass jede Kommission ihre Arbeit frei nach ihren Vorstellungen und entsprechend den Interessen ihrer Mitglieder gestalten soll.“

Die Deutsche UNESCO-Kommission vertritt die UNESCO als Inhaberin der Rechte am Namen und am Signet der UNESCO für Deutschland. Sie ist in der Regel auch Koordinationsstelle für die Umsetzung des UNESCO-Programms in Deutschland.

## Geschichte, Rechtsform, Organisation

Maria Böhmer, Präsidentin der Deutschen UNESCO-Kommission seit Juni 2018

Roman Luckscheiter, Generalsekretär der Deutschen UNESCO-Kommission seit Januar 2020

Die Deutsche UNESCO-Kommission wurde am 12. Mai 1950 noch vor dem Beitritt der Bundesrepublik Deutschland zur UNESCO (11. Juli 1951) gegründet. Am 3. Oktober 1990 wurde sie auch Rechtsnachfolgerin der UNESCO-Kommission der DDR. Als Mittlerorganisation der Auswärtigen Kulturpolitik wird die Deutsche UNESCO-Kommission vom Auswärtigen Amt finanziert. Der Rechtsform nach ist sie ein eingetragener Verein.
Der Deutschen UNESCO-Kommission gehören bis zu 114 Mitglieder an, darunter Beauftragte der
Bundesregierung und der Kultus- und Wissenschaftsministerien der Länder sowie von der Mitgliederversammlung gewählte Vertreter von Institutionen und ad personam gewählte Experten. Die Mitgliederversammlung tritt einmal jährlich zusammen und wählt das Präsidium und einen Vorstand. Präsidentin der Deutschen UNESCO-Kommission ist seit Juni 2018 Maria Böhmer. Das Sekretariat der Deutschen UNESCO-Kommission hat seinen Sitz in Bonn. Generalsekretär ist seit dem 1. Januar 2020 Roman Luckscheiter.
Deutschland ist durch eine „Ständige Vertretung“ bei der UNESCO in Paris akkreditiert. Diese unterhält den laufenden Arbeitskontakt zum UNESCO-Sekretariat und ist für die Pflege der Beziehungen zur UNESCO zuständig. Ständige Vertreterin Deutschlands bei der UNESCO ist seit 2023 Kerstin Pürschel.
Die Arbeitsschwerpunkte entsprechen den vier Programmbereichen der UNESCO: Bildung, Wissenschaft, Kultur und Kommunikation/Information. Die Arbeit wird von jeweiligen Fachausschüssen koordiniert.

### Bildung
„Nachhaltigkeit lernen“ ist ein Schwerpunkt im Fachbereich Bildung der Deutschen UNESCO-Kommission. Zur Weltdekade der Vereinten Nationen „Bildung für nachhaltige Entwicklung“ (2005–2014) hat sie ein Deutsches Nationalkomitee einberufen. Es hat einen nationalen Aktionsplan entwickelt und führt Partner, Projekte und Initiativen zusammen.
Die Deutsche UNESCO-Kommission unterstützt die UNESCO im Programm „Bildung für alle“ und die Weltdekade der Alphabetisierung (2003–2012).

„In dem weltweiten Schulnetzwerk der UNESCO arbeiten ca. 200, davon 155 anerkannte und 45 mitarbeitende deutsche unesco-projekt-schulen mit. Sie leben internationale Verständigung, Nachhaltigkeit und interkulturelles Lernen vor.“

### Wissenschaft
Die Erforschung und Überwachung der Ozeane und des Wasserkreislaufs, ethische Fragen der Biotechnologie oder die Teilhabe von Entwicklungsländern am wissenschaftlichen Fortschritt sind konkrete Arbeitsfelder im Wissenschaftsprogramm der UNESCO. Die Deutsche UNESCO-Kommission unterstützt die Umsetzung dieser Programme in Deutschland und in der internationalen Zusammenarbeit, unter anderem im IHP und in der IOC. Unter anderem unterstützt sie die „UNESCO Engineering Initiative“ und koordiniert den UNESCO-Welttag der Philosophie.
Einen besonderen Schwerpunkt auf nachhaltige Entwicklung legen UNESCO-Biosphärenreservate. Zu diesem globalen Netzwerk gehören unter anderen die Schwäbische Alb, die Rhön und die Flusslandschaft Elbe. Diese Modellregionen fördern Wirtschaftsformen, die Einkommen für die Bevölkerung schaffen und zugleich die natürlichen Lebensgrundlagen erhalten.
2014 richtete die Deutsche UNESCO-Kommission in Kooperation mit UNESCO und dem Auswärtigen Amt die erste Sitzung des Wissenschaftlichen Beirats des UN-Generalsekretärs aus.

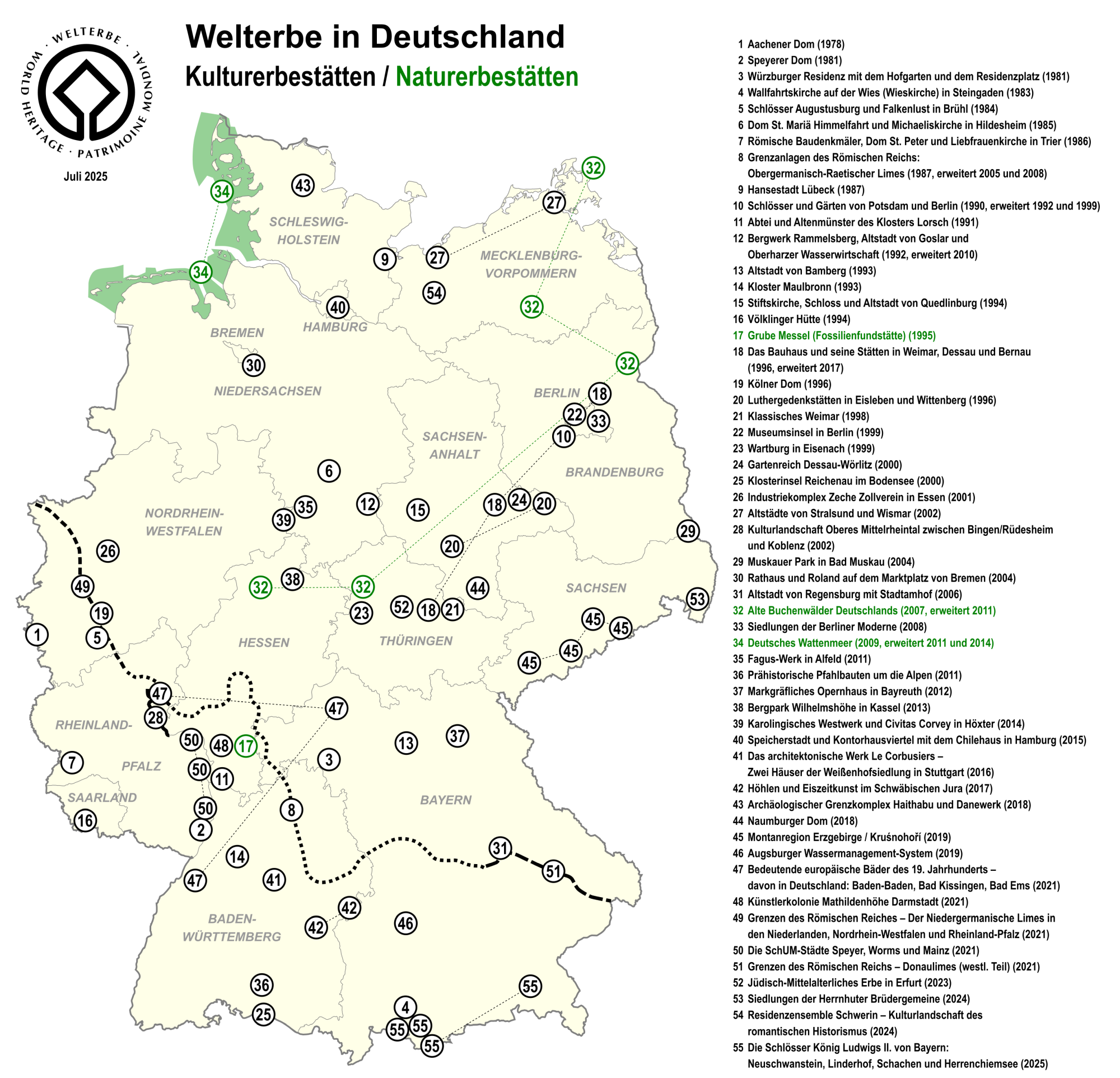
Welterbestätten in Deutschland

### Kultur
Die Deutsche UNESCO-Kommission wirkt mit an der Umsetzung des „Übereinkommens zum Schutz des Kultur- und Naturerbes der Welt“ (Welterbekonvention). Auf der UNESCO-Liste des Welterbes stehen zahlreiche Stätten in Deutschland, unter anderem der Aachener Dom, das Ensemble Klassisches Weimar und die Zeche Zollverein.
Der Verein koordiniert in Deutschland die Erarbeitung und die Anwendung internationaler Rechtsinstrumente zum Kulturgutschutz. In der bundesweiten „Koalition für kulturelle Vielfalt“ hat sie die Expertise der wichtigsten deutschen Kulturorganisationen zum UNESCO-Übereinkommen über Schutz und Förderung der Vielfalt kultureller Ausdrucksformen vereinigt. Die Deutsche UNESCO-Kommission hat sich dafür eingesetzt, dass das Menschenrecht auf kulturelle Selbstbestimmung mit der UNESCO-Konvention zum Schutz der Vielfalt kultureller Ausdrucksformen im Völkerrecht verankert wurde.
Die Geschäftsstelle Immaterielles Kulturerbe ist seit 2012 mit der Umsetzung des UNESCO-Übereinkommens zur Erhaltung des immateriellen Kulturerbes von 2003 in Deutschland betraut. Zu den Aufgaben der Geschäftsstelle zählt die Koordination des Bewerbungs- und Auswahlverfahrens für das Bundesweite Verzeichnis des immateriellen Kulturerbes.
Die Deutsche UNESCO-Kommission konzipiert und organisiert seit Beginn des Jahres 2009 den neuen internationalen Freiwilligendienst kulturweit in Kooperation mit dem Auswärtigen Amt. Der Freiwilligendienst ermöglicht jungen Menschen aus Deutschland, für 6 oder 12 Monate einen Freiwilligendienst im Bereich der Auswärtigen Kultur- und Bildungspolitik Deutschlands. Partner sind der Deutsche Akademische Austauschdienst, das Deutsche Archäologische Institut, das Goethe-Institut, die DW Akademie, der Pädagogische Austauschdienst, die Zentralstelle für das Auslandsschulwesen sowie die PASCH-Schulen. Außerdem werden Freiwillige in den UNESCO-Nationalkommissionen der jeweiligen Länder eingesetzt.

### Kommunikation und Information
Die Deutsche UNESCO-Kommission unterstützt die Aktivitäten der UNESCO zur Förderung der Pressefreiheit und der Medientechnologie für Entwicklungsländer. Ziel ist die Teilhabe aller Menschen am informationstechnischen Fortschritt.
Medientechnologie und Kulturerhalt verbindet das UNESCO-Programm „Memory of the World“. Ziel ist es, das dokumentarische Erbe der Menschheit zu erhalten und durch Digitalisierung weltweit zugänglich zu machen. Ein Nominierungskomitee der Deutschen UNESCO-Kommission schlägt deutsche Beiträge für das UNESCO-Weltregister des Dokumentenerbes vor. Zum „Weltgedächtnis“ gehören zum Beispiel der literarische Nachlass Goethes und die Göttinger Gutenberg-Bibel.

## Internationale Zusammenarbeit
Der Verein steht mit der UNESCO-Zentrale in Paris in täglichem Kontakt. Der weltweite Ideen- und Meinungsaustausch wird auch über die auf alle Kontinente verteilten UNESCO-Büros und die internationalen Fachinstitute der UNESCO gewährleistet. Partner in Deutschland sind das UNESCO-Institut für Lebenslanges Lernen in Hamburg und das Internationale Berufsbildungszentrum der UNESCO in Bonn.
Im Sinne der „Charta der UNESCO-Nationalkommissionen“ arbeitet die Deutsche UNESCO-Kommission mit Nationalkommissionen aller anderen Weltregionen direkt zusammen. Seit den Sechzigerjahren hat sie sich besonders für die Verbesserung der Beziehungen zu den Staaten Mittel- und Osteuropas eingesetzt. Gemeinsam mit der polnischen UNESCO-Kommission richtete die Deutsche UNESCO-Kommission 1972 die deutsch-polnische Schulbuchkommission ein. Gemeinsam mit der israelischen und der palästinensischen UNESCO-Kommission hat die Deutsche UNESCO-Kommission Projekte zu Frieden und Sicherheit im Nahen Osten ins Leben gerufen. Die Veränderungen innerhalb Europas und die neue Arbeitsteilung der europäischen Staatenorganisationen (EU, Europarat, OSZE, OECD) bedingen, dass die Deutsche UNESCO-Kommission verstärkt mit anderen europäischen Kommissionen zusammenarbeitet.
Die Kooperation zwischen Deutschland und der UNESCO erfolgt auch in einigen der rund 20 zwischenstaatlichen Komitees und Programmen der UNESCO. Beispiele sind das Internationale Bioethik-Komitee (IBC), das Umweltprogramm „Der Mensch und die Biosphäre“ (MAB), das Internationale Hydrologische Programm (IHP), das sich mit Fragen der Wasserwirtschaft beschäftigt, oder der Rat des Internationalen Programms „Information für Alle“ (IFAP).
An der internationalen Zusammenarbeit unter dem Dach der UNESCO wirken neben der Deutschen UNESCO-Kommission als weitere Akteure mit: die rund 200 deutschen UNESCO-Projektschulen, die elf deutschen UNESCO-Lehrstühle, die 38 UNESCO-Welterbestätten in Deutschland, die elf deutschen UNESCO-Clubs sowie die beiden UNESCO-Depotbibliotheken in Berlin und Leipzig.

## Publikationen (Auswahl)
(chronologisch geordnet)
- UNESCO heute. Zeitschrift der Deutschen UNESCO-Kommission. Deutsche UNESCO-Kommission, Bonn 1990–2012, ISSN 0937-924X.
- „Lernfähigkeit – unser verborgener Reichtum“ – Bildung für das 21. Jahrhundert (= UNESCO-Bericht der Internationalen Kommission „Bildung für das 21. Jahrhundert“). 2. Auflage. Luchterhand-Verlag, Neuwied 1998, ISBN 3-472-02988-9.
- Menschenrechtserziehung. Ein Leitfaden zur Darstellung des Themas „Menschenrechte“ in Schulbüchern und im Unterricht. Deutsche UNESCO-Kommission, Bonn 1998, ISBN 3-927907-69-3.
- Kultur des Friedens. Ein neues UNESCO-Projekt zur Erhaltung des Weltfriedens. Deutsche UNESCO-Kommission, Bonn 1998, ISBN 3-927907-68-5.
- Geschichte und Erinnerung – Gedächtnis und Wahrnehmung. Deutsche UNESCO-Kommission, Bonn 2000, ISBN 3-927907-78-2.
- Lernziel Weltoffenheit. 50 Jahre deutsche Mitarbeit in der UNESCO. Deutsche UNESCO-Kommission, Bonn 2001, ISBN 3-927907-81-2.
- Grundlagentexte der UNESCO und der Deutschen UNESCO-Kommission. Deutsche UNESCO-Kommission, Bonn 2003, ISBN 3-927907-86-3.
- Mittelfristige Strategie der UNESCO 2002–2007. Deutsche UNESCO-Kommission, Bonn 2003, ISBN 3-927907-85-5.
- Klaus Hüfner, Wolfgang Reither, Norman Weiß: Menschenrechtsverletzungen. Was kann ich dagegen tun? Menschenrechtsverfahren in der Praxis. 2. aktualisierte und erweiterte Auflage. UNO-Verlag, Bonn 2004, ISBN 3-923904-55-X.
- Allgemeine Erklärung über Bioethik und Menschenrechte. Wegweiser für die Internationalisierung der Bioethik Deutsche UNESCO-Kommission, Bonn 2006, ISBN 3-927907-87-1.
- Übereinkommen über Schutz und Förderung der Vielfalt kultureller Ausdrucksformen. Magna Charta der Internationalen Kulturpolitik. Deutsche UNESCO-Kommission, Bonn 2006, ISBN 3-927907-89-8.
- Welterbe-Manual. Handbuch zur Umsetzung der Welterbekonvention in Deutschland. Deutsche UNESCO-Kommission, Bonn 2006, ISBN 3-927907-88-X.
- UNESCO-Welterbe in Deutschland. 2., erweiterte und aktualisierte Auflage. Deutsche UNESCO-Kommission, Bonn 2010, ISBN 978-3-940785-14-5.
- Übereinkommen zur Erhaltung des immateriellen Kulturerbes. Deutsche UNESCO-Kommission, Bonn 2013, DNB 1033293156.
- 60 Jahre UNESCO-Projektschulen in Deutschland. Weltoffenes Lernen in einem globalen Netzwerk. Deutsche UNESCO-Kommission, Bonn 2013, DNB 1043695265.
- Katastrophenschutz an Welterbestätten Deutsche UNESCO-Kommission, Bonn 2017, DNB 1137288655.